# 59 Draconis
59 Draconis (59 Dra) es una estrella de magnitud aparente +5,12 en la constelación del Dragón.
Situada a 89 años luz del sistema solar, desde 2006 se conoce la existencia de una enana marrón en órbita alrededor de esta estrella.
59 Draconis es una estrella blanca de la secuencia principal de tipo espectral A7V, anteriormente catalogada como A9V.
Tiene una temperatura superficial de 7250 K y su luminosidad, calculada a partir de su flujo bolométrico, es 5,2 veces superior a la del Sol.
La medida de su diámetro angular —0,449 ± 0,012 milisegundos de arco— permite estimar su diámetro real, siendo éste un 32% más grande que el del Sol.
Gira sobre sí misma con una velocidad de rotación igual o mayor de 56,1 km/s.
Su masa es aproximadamente un 70% mayor que la masa solar.
La abundancia relativa de hierro de 59 Draconis es similar a la del Sol ([Fe/H] = +0,00) pero los niveles de ciertos elementos como neodimio, vanadio o samario son significativamente más altos. Este último metal es 3 veces más abundante que en el Sol.
59 Draconis es una variable pulsante del tipo Gamma Doradus que experimenta una variación de brillo de 0,11 magnitudes.
Han sido detectados dos períodos, uno de 18,1 horas y otro de 6,6 horas.

## Enana marrón
La enana marrón descubierta alrededor de 59 Draconis tiene una masa mínima 25 veces mayor que la masa de Júpiter, pero su masa real puede ser significativamente mayor.
Su período orbital es de 28,44 días y su separación respecto a la estrella es de 0,22 UA.
Esta compañera subestelar se sitúa dentro del llamado «desierto de enanas marrones», conjunto de órbitas teóricas alrededor de una estrella en donde no deberían existir enanas marrones como objetos acompañantes.
| Acompañante (En orden desde la estrella) | Masa (MJ) | Período orbital (días) | Semieje mayor (UA) | Excentricidad |
| ---------------------------------------- | --------- | ---------------------- | ------------------ | ------------- |
| HD 180777 b                              | > 25      | 28,44                  | 0,22               | 0,2 ± 0,01    |